# Újezd u Brna
Újezd u Brna é uma cidade checa localizada na região de Morávia do Sul, distrito de Brno-Venkov‎.